# Occupazione tedesca del Regno d'Albania
L'occupazione tedesca del Regno d'Albania durò dal 1943 al 1944 nell'ambito dei più vasti eventi della seconda guerra mondiale.
Già in unione personale con il Regno d'Italia, il Regno d'Albania (albanese: Mbretnija Shqiptare) fu invaso e occupato dai reparti della Wehrmacht a seguito della stipula da parte degli italiani dell'armistizio di Cassibile. I tedeschi insediarono in Albania un governo provvisorio che, benché formalmente indipendente e neutrale, era di fatto assoggettato agli occupanti; i tedeschi favorirono in particolare il movimento del Balli Kombëtar, nazionalista e repubblicano, e un "Partito Nazista Albanese" nato dalle ceneri del precedente Partito Fascista Albanese.
A seguito delle vittoriose avanzate dell'Armata Rossa nei Balcani e delle offensive dei partigiani comunisti albanesi del Lëvizja Nacional-Çlirimtare di Enver Hoxha, i tedeschi evacuarono l'Albania entro l'ottobre 1944; il governo collaborazionista cadde e fu rapidamente rimpiazzato dal Governo Democratico dell'Albania, predecessore della Repubblica Popolare d'Albania.

## Storia
Dopo l'8 settembre 1943 il Regno albanese, sotto guida italiana, fu occupato dai tedeschi. In assenza di re Zog I di Albania fu costituito un "Consiglio superiore della reggenza" con funzioni di governo provvisorio, ma i tedeschi in seguito favorirono l'istituzione di un governo retto da membri del movimento collaborazionista del Balli Kombëtar. I tedeschi confermarono il Regno nei massimi confini raggiunti durante il periodo dell'occupazione italiana: oltre all'odierna Albania, quindi, il Regno comprendeva anche buona parte del Kosovo, alcune regioni della Macedonia occidentale, la città serba di Tutin e una striscia di territorio nel Montenegro orientale.
Il governo provvisorio proclamò unilateralmente l'Albania "paese neutro", citando l'analoga posizione tenuta all'epoca dall'Egitto (Stato indipendente e neutrale benché occupato dalle truppe britanniche e usato come base di operazioni dalle forze degli Alleati); questa distinzione era più formale che altro, e le forze armate del governo provvisorio collaborarono attivamente a fianco delle truppe tedesche nella repressione dei partigiani comunisti albanesi.
Nel paese fu costituita nel 1944 la divisione delle Waffen SS 21. Waffen-Gebirgs-Division der SS "Skanderbeg", così denominata in onore dell'eroe albanese Giorgio Castriota Scanderbeg, formata da collaborazionisti albanesi provenienti dall'Albania e dal Kosovo; la divisione fu impiegata nella lotta contro i partigiani albanesi e jugoslavi, ma si sciolse dopo poche settimane a causa delle numerose diserzioni, e quindi aggregata successivamente alla 7. SS-Freiwilligen-Gebirgs-Division "Prinz Eugen".
Il Partito Fascista Albanese fu riorganizzato come Partito nazista albanese e indicato come titolare del controllo formale di tutta l'Albania. 
Dopo l'evacuazione dei reparti tedeschi e la presa della capitale Tirana da parte dei partigiani, avvenuta il 29 novembre 1944, venne costituita il Governo Democratico dell'Albania.

## Primi ministri
| Primo ministro | Primo ministro | Primo ministro       | Partito        | Dal               | Al               |
| -------------- | -------------- | -------------------- | -------------- | ----------------- | ---------------- |
|                |                | Ibrahim Bej Biçakçiu | Balli Kombëtar | 25 settembre 1943 | 24 ottobre 1943  |
|                |                | Mehdi Bej Frashëri   | Balli Kombëtar | 24 ottobre 1943   | 3 novembre 1943  |
|                |                | Rexhep Bej Mitrovica | Balli Kombëtar | 4 novembre 1943   | 18 luglio 1944   |
|                |                | Fiqri Dine           | Balli Kombëtar | 18 luglio 1944    | 29 agosto 1944   |
|                |                | Ibrahim Bej Biçakçiu | Balli Kombëtar | 29 agosto 1944    | 28 novembre 1944 |